# Cheilotrichia vagans
Cheilotrichia vagans är en tvåvingeart som beskrevs av Evgenyi Nikolayevich Savchenko 1972. Cheilotrichia vagans ingår i släktet Cheilotrichia och familjen småharkrankar. Inga underarter finns listade i Catalogue of Life.